# Ърнест Хемингуей
Ърнест Хемингуей (на английски: Ernest Hemingway) (21 юли 1899 – 2 юли 1961) е американски (в частност от САЩ) писател, автор на романи, новели и кратки разкази; журналист. Носител на Нобелова награда за литература през 1954 г. и награда Пулицър през 1953 г. за новелата си „Старецът и морето“, той е считан за един от най-значимите автори на Америка. Хемингуей е част от така нареченото „изгубено поколение“ – група от бележити американски литератори-имигранти, които живеят в Париж и други европейски градове в периода от края на Първата световна война до началото на Голямата депресия.
Неговият пестелив и прост стил, който самият той нарича „теория на айсберга“, има силно влияние върху фантастиката на 20 век, а неговият приключенски начин на живот и публичният му образ предизвикват възхищение в по-късните поколения. Хемингуей пише голяма част от произведенията си между средата на 20-те години и средата на 50-те години на 20 век. Посмъртно са публикувани три от неговите романи, четири колекции от разкази и три нехудожествени творби. Много от неговите книги са считани за класика на американската литература. Последните години от живота си прекарва в Куба, но когато Фидел Кастро идва на власт се мести в Кечъм, Айдахо, където през 1961 г. се застрелва.

## Биография

### Произход и младежки години
Ърнест Милър Хемингуей е роден на 21 юли 1899 г. в Оук Парк, Илинойс, САЩ, предградие на Чикаго в силно религиозно протестантско семейство. Дядовците на Хемингуей участват в Гражданската война и семейството му се гордее с тази военна традиция. Семейството е голямо – Ърнест има 4 сестри и по-малък брат. Той е 30-годишен, когато баща му се самоубива заради заболяване от тежка форма на диабет и изгубване на голяма парична сума.
Баща му, д-р Кларънс Едмъндс Хемингуей е лекар и отрано го учи да обича живота сред природата. Ърнест израства любител на лова, риболова, бокса и спортовете на открито. Тези ранни преживявания в природата пораждат страст към приключения на открито и живот в отдалечени или изолирани райони. Хемингуей се отличава с изключителна физическа сила и издръжливост, но често претърпява злополуки и има сериозни здравословни проблеми поради вкуса си към екстремните изживявания и факта, че постоянно се излага на опасности. Майка му, Грейс Хол Хемингуей, е музикантка. Тя отрано забелязва у сина си прояви на агресивност, самоувереност и смелост, както и склонността му към преувеличаване. Нейното настояване да се научи да свири на виолончело става „източник на конфликт“, но по-късно той признава, че уроците по музика са били полезни за неговото писане. В крайна сметка семейството се премества в дом със седем спални в уважаван квартал с музикално студио за Грейс и медицински кабинет за Кларънс.
Като дете от 1913 до 1917 г. Хемингуей посещава държавни училища в Оук Парк и публикува най-ранните си разкази и стихотворения в училищните вестници. Участва в редица спортове като бокс, лека атлетика, водна топка и футбол. Първото му произведение, публикувано през януари 1916 г. е за местно представление на Чикагския симфоничен оркестър.
Хемингуей е журналист, преди да стане романист. При завършването на средното си образование през 1917 г., работи шест месеца в Канзас Сити като репортер за „Канзъс Сити Стар“ (The Kansas City Star). Макар че остава там само шест месеца, той се позовава на стиловия наръчник там като основа на писането му:„Използвайте кратки изречения. Използвайте кратки първи параграфи. Използвайте енергичен английски. Бъдете позитивни, а не негативни.“ 

### Първа световна война
В началото на 1918 г. Хемингуей подава документи, но е отхвърлен от армията, военноморските сили и пехотинците заради лошо зрение. Затова по време на Първата световна война той се записва доброволец към Червения кръст и става шофьор на линейка в Италия. Напуска Ню Йорк през май и пристига в Париж когато градът е бомбардиран от немска артилерия. През юни вече е на Италианския фронт. В първия си ден в Милано той е изпратен на мястото на експлозия на фабрика за боеприпаси. Спасителните операции са насочени към събиране на останки от телата на жени работнички във фабриката. Впечатленията си писателят описва в „Смърт след пладне“.
На 8 юли 1918 г. Хемингуей е сериозно ранен и в двата крака от миномет при Фосалта ди Пиаве (получава 237 отделни рани по краката си). Въпреки нараняванията и болката, успява да спаси италиански войници и е награден със сребърен медал за храброст от италианското правителство. По това време той е само на 18 години. Поради тежките рани от шрапнели на двата крака, Ърнест Хемингуей претърпява незабавна операция в разпределителния център и прекарва пет дни в полевата болница, преди да бъде преместен в болница в Червения кръст в Милано.
Докато се възстановява, започва връзка с американската медицинска сестра Агнес фон Куровски, седем години по-възрастна от него. Първоначално те имат намерение да се оженят след завръщането си в САЩ, но през март 1919 г. Агнес пише, че е сгодена за италиански офицер. По-късно тяхната любовна история го вдъхновява да напише романа „Сбогом на оръжията“ (1929 г.), филмиран за първи път през 1932 г. с участието на Гари Купър и Хелън Хейс. Втората филмова версия е от 1957 г. Хемингуей е съкрушен и в бъдещите си отношения той следва модела да изостави жена, преди тя да го изостави.

### Торонто и Чикаго
Хемингуей се завръща у дома в началото на 1919 г. до време на преустройство. Преди да е навършил 20 години, той придобива от войната зрялост, която го поставя в противоречие с живеенето у дома без работа и с нуждата от възстановяване. Хемингуей не може да разкаже на родителите си какво си е мислил, когато вижда кървавото си коляно. Не може да им каже колко е бил уплашен, в чужда страна с хирурзи, които не могат да му кажат на английски дали кракът му може да бъде спасен или не. През септември той заминава на риболов и къмпинг с приятели от гимназията в Горния полуостров Мичиган. Пътуването му става вдъхновение за неговата кратка история „Голямата река с две сърца“, в която полуавтобиографичният герой Ник Адамс предприема пътешествие по страната за да намери самота след завръщането си от войната. Един приятел на семейството му предлага работа в Торонто и тъй като по това време няма какво друго да прави, той приема. В края на годината той започва да работи като служител в Торонто за седмичника „Звездата на Торонто“. През следващия юни се завръща в Мичиган и след това се премества в Чикаго през септември 1920 г., за да живее с приятели, докато все още пише за „Звездата на Торонто“. В Чикаго работи като редактор на месечното списание „Кооперативно богатство“.
В края на 1920 г. той среща Елизабет Хадли Ричардсън, която е осем години по-възрастна от него. На 3 септември 1921 г. те се женят в Методистката църква в Хортън Бей, Мичиган. Хемингуей иска да отиде в Рим, но два месеца по-късно в края на 1921 г. по съвет на писателя Шъруд Андерсън младото семейство се установява в Париж като преди това писателят е нает като чуждестранен кореспондент от „Звездата на Торонто“. „Ако сте късметлия да живеете в Париж като млад мъж, където и да отидете по-късно в живота си, той остава с вас, защото Париж е един безкраен празник.“ (из „Безкраен празник“). С Хедли Хемингуей постига всичко, на което се е надявал с Агнес: любовта на една красива жена, удобен доход и живот в Европа.

### Париж
Карлос Бейкър, първият биограф на Хемингуей, вярва, че Андерсън предлага Париж заради паричният обменен курс, който го прави евтино място за живеене, но по-важното е, че най-интересните хора в света живеят там. В Париж Хемингуей се среща с американската писателка и колекционерка на произведения на изкуството Гертруд Стайн, ирландския писател Джеймс Джойс, американския писател Франсис Скот Фицджералд, американския поет Езра Паунд и други автори. Стайн го учи на сбит стил, а Фицджералд редактира някои от текстовете му и действа като негов агент.
Хемингуей от ранните години в Париж е „висок, красив, мускулест, широкоплещест, с кафяви очи, розови бузи, квадратна челюст и мек глас млад мъж.“ Той и Хадли живеят на улица „Кардинал Лемуан“ 74 в Латинския квартал, а той работи в наета стая в близката сграда. Стайн, бастион на модернизма в Париж, става наставник и кръстница на сина на Хемингуей, Джак и го запознава с изселниците и писателите от квартал Монпарнас, които тя нарича „Изгубеното поколение“. Хемингуей се запознава и с влиятелни художници като Пабло Пикасо, Жоан Миро и Хуан Грис.
В крайна сметка той се оттегля от влиянието на Стайн и връзката им се влошава след литературна кавга, която обхваща десетилетия. Езра Паунд се среща с Хемингуей случайно в книжарница през 1922 г. Двамата обикалят Италия през 1923 г. и живеят на същата улица през 1924 г. Те създават силно приятелство, а Паунд насърчава младия талант. Паунд представя Хемингуей на Джеймс Джойс, с когото Хемингуей често се впускаше в алкохолни пиршества. През първите 20 месеца в Париж Хемингуей изпраща 88 истории за вестника в Торонто. Той покрива гръцко-турската война, където е свидетел на изгарянето на Смирна. Той написва няколко пътеписа като „Риболов на риба тон в Испания“ и „Риболов на пъстърва в цяла Европа“. Хемингуей е съкрушен, когато разбира, че Хадли е изгубила куфар, пълен с ръкописите му на гарата в Лион, докато пътува до Женева, за да се срещне с него през декември 1922 г. На следващия септември двойката се завръща в Торонто, където техният син Джон Хадли Никанор е роден на 10 октомври 1923 г. Но на него му липсва Париж, смята Торонто за скучен и иска да се върне към живота на писател, не на журналист. Хемингуей, Хадли и синът им (с прякор Бъмби) се завръщат в Париж през януари 1924 г. и се преместват в нов апартамент на улица Нотр Дам де Шан.
През 1925 г. Ърнест Хемингуей се запознава с Фицджералд и техните отношения са базирани на „възхищение и враждебност“. По това време е публикуван „Великият Гетсби“, Хемингуей го прочита, харесва го и решава, че следващата му творба трябва да е роман. По-късно в „Безкраен празник“ Хемингуей изобразява Фицджералд в неблагоприятна светлина. Последният изразява съжаление за изгубеното им приятелство. За Стайн Хемингуей пише на редактора си Максуел Пъркинс: „Тя изгуби усета си за вкус, щом навлезе в климактериума. Беше наистина странно. Изведнъж престана да различава добрата картина от лошата, добрия писател от лошия“. Когато не е зает с писане, Хемингуей обикаля с жена си Хадли Франция, Швейцария и Италия. Те често карат ски в Алпите. През 1923 г. той два пъти посещава Испания, като втория път отива специално за да гледа боеве с бикове на годишния фестивал в Памплона.

#### Ранни творби
Първите книги на Хемингуей – „Три разказа и десет стихотворения“ (1923 г.) и „В наше време“ (1924 г.) – са публикувани в Париж. „Пролетни порои“ се появява през 1926 г.; същата година излиза и първият значим роман на Хемингуей „И изгрява слънце“. Романът разказва за група изгнаници във Франция и Испания, участници в разочарованото „изгубено поколение“ след Първата световна война.
Главни герои са лейди Брет Ашли и Джейк Барнс. Лейди Брет обича Джейк, който е ранен във войната и не може да отговори на нейните еротични желания. Джейк, Брет и тяхната странна група приятели имат разнообразни приключения из Европа – в Мадрид, Париж и Памплона. Опитвайки се да се справят с отчаянието, те се отдават на алкохола, насилието и секса. Историята е разказана в първо лице. Както и Джейк, Хемингуей също е ранен през войната, общ е и интересът им към бикоборството. Историята завършва с горчив привкус: „О, Джейк“ – казва Брет, – “ние можехме да прекараме дяволски добре заедно“. Между 1924 и 1926 г. Хемингуей пише и преработва романа в различни части на Испания и Франция. Той става първият му голям успех като романист. Въпреки че езикът на романа е семпъл, Хемингуей така умело използва недоизказаното и пропуснатото по подразбиране, че текстът придобива многопластова дълбочина и богатство. През 1957 г. романът е екранизиран.
Бракът на Хемингуей с Хадли започва да се разпада, докато той работи върху „И изгрява слънце“. В началото на 1926 г. Хадли узнава за любовната му афера с Пфайфър, която идва в Памплона с тях през юли. След завръщането си в Париж Хадли иска раздяла. През ноември тя официално поисква развод. Те разделят имуществото си, докато Хадли приема предложението на Хемингуей за постъпленията от романа. Двамата се развеждат през януари 1927 г., а Хемингуей се жени за Пфайфър през май.
Полин Пфайфър, която е от богато католическо семейство в Арканзас, се мести в Париж, за да работи за списание Vogue. Преди брака Хемингуей се кръщава в католицизъм. Те отиват на меден месец в Льо Гро-дю-Рой, където той се заразява с антракс, и планира следващата си колекция от разкази, „Мъже без жени“, която е публикувана през октомври 1927 г.
До края на годината Полин, която е бременна, иска да се върне в Америка. Джон Дос Пасос препоръчва Кий Уест и те напускат Париж през март 1928 година. Хемингуей претърпява тежка травма в банята си в Париж, когато сваля оберлихта върху главата си, мислейки, че дърпа тоалетната верига. Това го оставя с белег на челото, който носи до края на живота си. Когато Хемингуей е запитан понякога за белега, той не обича да говори за него и не отговаря. След заминаването си от Париж Хемингуей никога повече не живее в голям град.

### Кий Уест и Карибите
След публикацията на „Мъже без жени“ (1927 г.) Хемингуей се връща в Съединените щати, установявайки се в Кий Уест, Флорида.
Хемингуей и Полин пътуват до Канзас Сити, където на 28 юни 1928 г. се ражда синът им Патрик. След раждането на Патрик те пътуват до Уайоминг, Масачузетс и Ню Йорк. През зимата е в Ню Йорк на път за Флорида, когато получава съобщение, че баща му се е самоубил. Хемингуей е съкрушен, преди това е писал на баща си да не се притеснява от финансови затруднения, но писмото пристигна минути след самоубийството. Той промълвява: „Вероятно и аз ще си отида така“
След завръщането си в Кий Уест през декември Хемингуей работи по проекта на „Сбогом на оръжията“, преди да замине за Франция през януари. Той го завършва през август, като през април все още работи върху края, който може би пренаписа цели седемнадесет пъти. Действието се развива на италианския фронт през Първата световна война, където двама влюбени намират кратко щастие. Романът жъне огромен литературно-критичен и търговски успех. Завършеният роман е публикуван на 27 септември. Биографът Джеймс Мел вярва, че „Сбогом на оръжията“ установява ръста на Хемингуей като основен американски писател и показва ниво на сложност, което не е очевидно в другите произведения. В Испания в средата на 1929 г. Хемингуей изследва следващата си работа „Смърт след пладне“. Той иска да напише обширен трактат за бикоборството, като обясни терминологията, смятайки, че е „от голям трагичен интерес, тъй като е буквално въпрос на живот и смърт“.
В началото на 30-те години Хемингуей прекарва зимите в Кий Уест, а лятото в Уайоминг, където намира „най-красивата земя, която е виждал в американския Запад“ и ловува елени, лосове и мечки гризли. През ноември 1930 г. Хемингуей чупи ръката си при автомобилна катастрофа и е хоспитализиран в продължение на седем седмици, като Полин се грижи за него. Ръката му заздравява в продължение на година и той изпитва силни болки.
Третият му син Грегъри Ханкок Хемингуей е роден година по-късно на 12 ноември 1931 г. в Канзас Сити. Чичото на Полин купува на двойката къща в Кий Уест, вторият етаж на която е превърнат в писателско студио. Докато е в Кий Уест, Хемингуей посещава местния бар и кани приятели – включително Уолдо Пърс, Дос Пасос и Макс Перкинс – да се присъединят към него на риболовни екскурзии и в експедиция до групата острови Dry Tortugas. Междувременно той продължава да пътува до Европа и до Куба.
През 1933 г. Хемингуей и Полин отиват на сафари в Източна Африка. 10-седмичното пътуване предоставя материал за „Зелените хълмове на Африка“, както и за разказите „Снеговете на Килиманджаро“ и „Краткият щастлив живот на Франсис Макомбер“. Двойката посещава Момбаса, Найроби и Мачакос в Кения. След това се премества в територията на Танганика, където ловуват в Серенгети, около езерото Маняра и на запад и югоизток от днешния национален парк Тарангире. По време на тези пътувания Хемингуей се заразява от амебна дизентерия, която предизвика пролапс на червата, и той е евакуиран със самолет до Найроби, преживяване, отразено в „Снеговете на Килиманджаро“. След завръщането на Хемингуей в Кий Уест в началото на 1934 г. той започва работа върху „Зелените хълмове на Африка“, която публикува през 1935 г.
Ърнест Хемингуей купува лодка през 1934 г., кръщава я Пилар и започва да плава из Карибите. През 1935 г. за първи път пристига в Бимини, където прекарва значително време. През този период работи и върху „Да имаш и да нямаш“, публикуван през 1937 г., докато е в Испания, единственият роман, който написва през 30-те години на миналия век.

#### Зрели произведения
През 1930-те Хемингуей пише такива големи произведения като „Смърт след пладне“ (1932 г.), публицистичен разказ за испанското бикоборство, и „Зелените хълмове на Африка“ (1935 г.) – история на ловно сафари в Източна Африка. „Цялата съвременна американска литература води началото си от една книга на Марк Твен, наречена „Хъкълбери Фин...“ е може би най-често цитираният ред от тази книга. По романа „Да имаш и да нямаш“ (1937 г.) е създаден филм, режисиран от Хауърд Хоукс, с когото се сприятеляват в края на 1930-те. Хоукс също обича лова, риболова и пиенето. Хемингуей се сближава и с жената на Хоукс, Слим, която по-късно казва: „Имаше някакво непосредствено и мигновено привличане между нас, недекларирано, но много, много силно“.
Разказват, че Хоукс се похвалил на Хемингуей, че може да направи „филм и от най-лошото му произведение“. Авторът попитал, „Кое е най-лошото нещо, което някога съм писал?“ А Хоукс отговорил, „Онова парче „Да имаш и да нямаш“ Хемингуей се съгласява. „Имах нужда от пари“ – ще каже по-късно той. Филмът обаче наистина става сполучлив. В писането на сценария му участва Уилям Фокнър. Уолъс Стивънс веднъж нарича Хемингуей най-значителният от живите поети, поне що се касае до темата за необикновената действителност. Под „поет“ Стивънс разбира стилистичните постижения на Хемингуей в краткия разказ. Сред неговите най-прочути разкази е „Снеговете на Килиманджаро“, който започва с епитаф за западния връх на планината, наречен „Дом на Бога“, близо до който са намерени останките на леопард. А долу в саваната неуспелият писател Хари умира от гангрена в ловен лагер. „Той обичаше твърде много, искаше твърде много, и пишеше за всичко това“. Точно преди края на историята Хари има видение. Той сънува, че е качен на спасителен самолет, за да види върха на Килиманджаро – страхотно висок и невероятно бял под слънцето.

### Испанска гражданска война
През 1937 г. Хемингуей наблюдава Испанската гражданска война. Като много писатели той е на страната на лоялистите (поддръжниците на законно избраното социалистическо правителство). В Мадрид среща Марта Гелхорн, писателка и военен кореспондент, която през 1940 г. става негова трета жена. В „За кого бие камбаната“ (1940 г.) Хемингуей се връща отново към Испания. Той посвещава книгата на Гелхорн – тя е частичен прототип на Мария от романа. Историята обхваща само няколко дни и се върти около взривяването на мост от малка група партизани. Докато героинята от „Сбогом на оръжията“ умира след раждане на мъртво дете, тук главният герой, Робърт Джордан, жертва живота си за другарите и любовта. Темата за идването на смъртта е централна и в „Отвъд реката, сред дърветата“ (1950 г.).

### Втора световна война
Хемингуей е в Европа от май 1944 г. до март 1945 г. Когато пристигна в Лондон, той се среща с кореспондентката на списание Time Мери Уелс, в която се влюбва. Марта, съпругата му е принудена да прекоси Атлантическия океан на кораб, пълен с експлозиви, защото Хемингуей отказва да ѝ помогне да получи журналистически пропуск за самолет и когато пристига в Лондон, го намира в болница със сътресение на мозъка вследствие на автомобилна катастрофа. Тя не е съпричастна към неговото тежко положение, обвинява го, че е побойник и му казва, че приключва с него. Последният път, когато Хемингуей вижда Марта, е през март 1945 г., докато се готви да се върне в Куба, а разводът им е окончателен по-късно същата година. Междувременно той моли Мери Уелс да се омъжи за него на третата им среща.
Хемингуей придружава войските в Нормандските десанти, носейки голяма превръзка на главата, според Майерс, но е смятан за „скъпоценен товар“ и не му е разрешено да слезе на брега. Корабът е в полезрението на плажа Омаха, но попада под вражески огън и се връща обратно. По-късно Хемингуей пише, че може да види „първата, втората, третата, четвъртата и петата вълна на [десантните войски] да лежат там, където са паднали, приличайки на много тежко натоварени снопове върху плоската камениста повърхност, простираща се между морето и първото прикритие“. Мелоу обяснява, че в този първи ден никой от кореспондентите не е имал право да кацне и Хемингуей е върнат обратно.
В края на юли той се присъединявавърза към 22-ри пехотен полк, командван от полковник Чарлз „Бък“ Ланъм, докато се насочва към Париж, а Хемингуей става фактически водач на малка група милиция в Рамбуйе извън Париж. Пол Фусел отбелязва: „Хемингуей изпада в значителни проблеми с играта на капитан на пехотната група на Съпротивата, която той събира, тъй като тя не трябва да се води от военен кореспондент, колкото и добре да се справя.“ Това всъщност е в противоречие с Женевската конвенция и към Хемингуей са повдигнати официални обвинения; той твърди, че е предлагал само съвет, което го опрвдава.
На 25 август той присъства на освобождението на Париж като журналист; противно на легендата, той не е първият в града, нито освобождава хотел Риц в Париж. В Париж той посещава Силвия Бийч и Пабло Пикасо с Мери Уелс, която се присъединява към него там. По-късно същата година той наблюдава тежки сражения в битката при Хюртгенската гора. На 17 декември 1944 г. отива в Люксембург, въпреки болестта, за да отрази Битката при Бълдж. Веднага след като пристига, Ланъм го праща при лекарите, които го хоспитализират с пневмония. Той се възстановява седмица по-късно, но повечето боеве приключват през това време.
През 1947 г. Хемингуей е награден с бронзова звезда за храброст по време на Втората световна война. Признанието е дадено за „под обстрел в бойни райони, за да получи точна картина на събитията“ и че „чрез таланта си на изразяване, г-н Хемингуей дава възможност на читателите да получат ярка картина на трудностите и триумфите на фронтовия войник и неговата организация в бой“.

### Куба и Нобеловата награда
В допълнение към ловните експедиции в Африка и Уайоминг, Хемингуей развива страст към дълбоководния риболов в крайбрежните води на Кий Уест, Бахамите и Куба. Същевременно той екипира рибарската си лодка и заедно с екипажа си наблюдава действията на нацистките подводници в района по време на Втората световна война.
През 1940 г. Хемингуей купува къща в околностите на Хавана, Куба. Природата там е рай за неговите котки. През първите години след сватбата му с Гелхорн двамата са щастливи, но той скоро осъзнава, че тя не е домакиня, а отдадена на кариерата си журналистка. Гелхорн нарича Хемингуей своя „спътник по неволя“. Тя иска да пътува и да „усеща пулса на нацията“ и света. В началото на 1941 г. Гелхорн предприема с Хемингуей дълго 30 000 мили пътуване до Китай. Разводът им през 1945 г. е горчиво разочарование и за двамата. По-късно Гелхорн казва, че „е живяла с митоманиак – човек, който вярва във всичко, което казва, несъзнателен лъжец, измислящ лъжи, за да придаде значимост на всичко, което го заобикаля“. През 1946 г. Хемингуей се връща в Куба. След като Гелхорн го изоставя, се жени за Мери Уелш, кореспондентка от списание „Тайм“, която среща в ресторант в Лондон през 1944 г.
Романът „Отвъд реката, сред дърветата“ се появява след цяло десетилетие на творческо безсилие и е приет зле от критиците и читателите. Но „Старецът и морето“, публикуван за първи път в списание „Лайф“ през 1952 г., възвръща славата му. Това е кратък роман, в която се разказва за стар кубински рибар, наречен Сантяго, който след много усилия успява да улови гигантска риба. Но докато се прибере в пристанището, акулите изяждат рибата, както е привързана отвън към лодката. Прототипът на Сантяго е кубинският рибар Грегорио Фуентес, който доживява до 104 години и умира през януари 2002 г. Хемингуей планира да напише още една книга за борбата с бикове, но вместо това написва „Безкраен празник“ – мемоари за 1920-те в Париж.
Семейството на Хемингуей претърпява серия от злополуки и здравословни проблеми в годините след войната: при автомобилна катастрофа през 1945 г. той „разбива коляното си“ и получава още една „дълбока рана на челото“, която оставя белег. Мери чупи първо десния си глезен, а след това и левия при последователни ски инциденти. Катастрофа през 1947 г. оставя Патрик с рана в главата и тежко болен. Ърнест Хемингуей потъва в депресия, когато литературните му приятели започват да умират един след друг: през 1939 г. Уилям Бътлър Йейтс и Форд Мадокс Форд; през 1940 г. Ф. Скот Фицджералд; през 1941 г. Шърууд Андерсън и Джеймс Джойс; през 1946 г. Гъртруд Стайн; и на следващата година през 1947 г. Макс Пъркинс, дългогодишен редактор и приятел. През този период той страда от силно главоболие, високо кръвно налягане, проблеми с теглото и в крайна сметка диабет – голяма част от които са резултат от предишни злополуки и много години на консумация на алкохол. Независимо от това, през януари 1946 г. той започва работа върху „Райската градина“, завършвайки 800 страници до юни. През следвоенните години започва работа по трилогия, ориентировъчно озаглавена „Земята“, „Морето“ и „Въздухът“, които иска да комбинира в един роман, озаглавен „Морската книга“. Въпреки това и двата проекта са в застой, неспособността на Хемингуей да продължи е „симптом на неговите проблеми“ през тези години.
През 1948 г. Хемингуей и Мери пътуват до Европа, оставайки във Венеция няколко месеца. Докато е там, Хемингуей се влюбва в тогава 19-годишната Адриана Иванчич. Платоничната любовна афера вдъхновява романа „Отвъд реката, сред дърветата“, написан в Куба по време на раздора и публикуван през 1950 г. но сред отрицателни отзиви. На следващата година, яростен от критичния прием на „Отвъд реката, сред дърветата“, той пише черновата на „Старецът и морето“ за осем седмици, като казва, че това е „най-доброто, което мога да напиша за целия си живот“. „Старецът и морето“ прави Хемингуей международна знаменитост и печели наградата Пулицър през май 1952 г., месец преди да замине за второто си пътуване до Африка.
През 1954 г., докато е в Африка, Хемингуей е почти фатално ранен при две последователни самолетни катастрофи. Той наема полет над Белгийско Конго като коледен подарък за Мери. Напът да снима водопада Мърчисън от въздуха, самолетът удря изоставен електрически стълб и катастрофира. Травмите на Хемингуей включват рана на главата, докато Мери чупи две ребра. На следващия ден, опитвайки се да намерят медицинска помощ, те се качват на втори самолет, който избухва при излитане, Хемингуей получава изгаряния и второ сътресение, този път достатъчно сериозен, за да причини изтичане на церебрална течност. Накрая пристигат в Ентебе, където намират репортери, отразяващи историята за неговата смърт. Той дава кратко интервю на репортерите и прекарва следващите седмици, възстановявайки се и четейки погрешните си некролози. Въпреки контузиите си Хемингуей придружава Патрик и съпругата му на планирана риболовна експедиция през февруари. При избухване на пожар той отново е ранен, получава изгаряния втора степен по краката, устните, лявата ръка и дясната поддмишница. Месеци по-късно във Венеция Мери съобщава на приятели за пълния размер на нараняванията на Хемингуей: два счупени диска, разкъсване на бъбреците и черния дроб, дислоцирано рамо и счупен череп. След самолетната катастрофа, Хемингуей, който през по-голямата част от живота си е алкохолик, пие много повече от обикновено, за да се бори с болката от контузиите.
През октомври 1954 г. Хемингуей получава Нобеловата награда за литература. Той скромно казва на пресата, че Карл Сандбърг, Карен Бликсен и Бернар Беренсън заслужават наградата, но с удоволствие приема парите за нея. Тъй като изпитва болка от африканските произшествия, той решава да не пътува до Стокхолм. Вместо това изпраща реч. Същата година започва да пише „Истинска при първа светлина“ (True at First Light) – описание на сафари в Кения. Това е последната му творба. Част от нея се появява в „Спортс Илюстрейтид“ през 1972 г. под заглавие „Африкански дневник“, а книгата под оригиналното заглавие е издадена чак през юли 1999 г. Също и други романи на Хемингуей са публикувани посмъртно.
От края на 1955 г. до началото на 1956 г. Хемингуей е на легло. Казано му е да спре да пие, за да смекчи чернодробните увреждания, съвети, които първоначално следва, но след това пренебрегва. През октомври 1956 г. той се завръща в Европа и се среща с баския писател Пио Бароха, който е тежко болен и умира седмици по-късно. По време на пътуването Хемингуей отново се разболява и е лекуван от високо кръвно налягане, чернодробни заболявания и артериосклероза.
През ноември 1956 г., докато пребивава в Париж, му се напомня за куфарите, които съхранява в хотел „Риц“ през 1928 г. След като поисква и ги отваря, Хемингуей установява, че са пълни с тетрадки и писания от неговите парижки години. Развълнуван от откритието, когато се завръща в Куба в началото на 1957 г., той започва да възстановява тези произведения в своя мемоар „Безкраен празник“. До 1959 г. той завършва период на интензивна дейност. След това изпада в депресия, от която никога не се възстановява.
Къщата му става препълнена с гости и туристи и Хемингуей, започващ да става недоволен от живота там, се мести в Айдахо. През 1959 г. той купува дом с изглед към реката, извън Кетчум, и напуска Куба – въпреки че очевидно е останал в добри отношения с правителството на Кастро, казвайки на „Ню Йорк Таймс“, че е „възхитен“ от свалянето на Батиста от Кастро. Той е в Куба през ноември 1959 г., обаче същата година с Мери решават да напуснат страната, след като чуват новината, че Кастро иска да национализира имущество, собственост на американци и други чуждестранни граждани. На 25 юли 1960 г. Хемингуей напуска Куба, оставяйки творби и ръкописи в банков трезор в Хавана. След нашествието в залива на прасетата през 1961 г. къщата му е отчуждена от правителството на Куба, заедно с колекцията му от „четири до шест хиляди книги“. Президентът Кенеди урежда Мери Хемингуей да пътува до Куба, където се запознава с Фидел Кастро и получава документите и ръкописите на съпруга си в замяна на даряването на недвижимото си имущество на Куба. През 1964 г. Мери се свързва с Жаклин Кенеди, за да предложи документите на Хемингуей на президентската библиотека и музей на Кенеди.

### Последни години, болест и самоубийство
Хемингуей започва да пие още като млад репортер. Той издържа на големи количества алкохол и дълго време това не се отразява на качеството на писателската му дейност. В края на 1940-те обаче започва да чува гласове, наддава на тегло и има високо кръвно налягане. Неразбирането на опасностите от употребата на спиртни напитки от негова страна личи от това, че сам учи сина си Патрик да пие, когато детето е едва 12-годишно. Патрик също има проблеми с алкохола през целия си живот. Брат му Грегъри, който става травестит, използва наркотици и умира на 69 години в женски затвор във Флорида.
Хемингуей продължава да преработва материала, публикуван като „Безкраен празник“ през 50-те години на миналия век. В средата на 1959 г. той посещава Испания, за да изследва поредица от статии за бикове, поръчани от списание Life. Списанието иска само 10 000 думи, но ръкописът излиза извън контрол. Той не успява да организира писането си за първи път в живота си, затова моли А. Е. Хотчнър да замине за Куба, за да му помогне. Последният му помага да го намали до 40 000 думи. Хотчнър установява, че Хемингуей е „необичайно колеблив, неорганизиран и объркан“ и страда от влошено зрение.
Хемингуей и Мери напускат Куба за последен път на 25 юли 1960 г. Създават малък офис в апартамента си в Ню Йорк и се опитват да работят, но той напусна скоро след това. След това пътува сам до Испания, за да се снима за предната корица на списание „Life“. Няколко дни по-късно идва новината, че той е тежко болен и на прага на смъртта, но той успокоява жена си: „Съобщението е фалшиво. Отивам в Мадрид. Любов.“. Всъщност той действитено е тежко болен и вярва, че е на прага на срив. Чувствайки се самотен, се прибира в леглото си с дни, оттегляйки се в тишината, въпреки че първите части от „Опасното лято“ са публикувани в „Life“ през септември 1960 г. с добри отзиви. След седмици на тежко пиене в Испания, Хемингуей отива на лекар, който установява чернодробна цироза. През октомври напуска Испания за Ню Йорк, където отказа да напусне апартамента. Мери бързо го завежда в Айдахо, където лекарят Джордж Савиер ги посрещна на влака.
По това време Хемингуей непрекъснато се тревожи за парите и безопасността си. Тревожи се за данъците си и че никога няма да се върне в Куба, за да измъкне ръкописите, които е оставил в банков трезор. Става параноичен, мислейки, че ФБР активно следи движението му в Кетчум. Всъщност ФБР му отваря досие по време на Втората световна война, когато той използва Пилар за патрулиране на водите край Куба, а Дж. Едгар Хувър има агент в Хавана, който го наблюдава през 50-те години на миналия век. До края на ноември Мери вече е много притеснена и Савиер предлага Хемингуей да отиде в клиниката Майо в Рочестър, Минесота; Хемингуей може би вярва, че се лекува там от хипертония. ФБР знае, че Хемингуей е в клиниката Майо, както агент по-късно документира в писмо, написано през януари 1961 г. Той е регистриран в клиниката Майо под името Савиер, за да се поддържа анонимност. Майерс пише, че „аурата на секретността заобикаля лечението на Хемингуей при Майо“, но потвърждава, че е лекуван с електрически шокове 15 пъти през декември 1960 г. и е „освободен като развалина“ през януари 1961 г.
Хемингуей отново е в Кетчум през април 1961 г., три месеца след освобождаването си от клиниката Майо, когато Мери „намира Хемингуей да държи пушка“ в кухнята една сутрин. Тя се обажда на Савиер, който го успокоява и го приема в болницата в Сън Вали; оттам е върнат в Майо за повече електрошокове и е освободен в края на юни, пристига у дома си в Кетчум на 30 юни. След това той „съвсем нарочно“ се застрелва с любимата си пушка в ранните сутрешни часове на 2 юли 1961 г. Отключва складовото помещение, където се съхраняват оръжията му, отива горе във фоайето на предния вход и се застрелва с „пушката с двойна цев, която е използвал толкова често, че може да му е приятел“.
Мери се обажда на болницата в Сън Вали и лекар бързо пристигна в къщата и определя, че Хемингуей „е починал от самонанесена рана на главата“. Мери е седирана и отведена в болница, връща се у дома на следващия ден, където почиства къщата и се грижи за погребението и организацията. Тя казва пред пресата, че смъртта му е била случайна. В интервю за пресата пет години по-късно Мери потвърждава, че Хемингуей се е застрелял.
Поведението на Хемингуей през последните му години е подобно на това на баща му, преди да се самоубие. Баща му може би е имал генетично заболяване хемохроматоза, при което невъзможността за метаболизиране на желязото води до психическо и физическо влошаване на състоянието на организма. Медицинските записи, предоставени през 1991 г., потвърждават, че Хемингуей е страдал от хемохроматоза. Сестра му Урсула и брат му Лестър също се самоубиват.

## Наследство
Наследството на Хемингуей към американската литература е неговият стил: писатели, които идват след него или го подражават, или го избягват. След като репутацията му е установена с публикуването на „И изгрява слънце“, той става говорител на поколението след Първата световна война, създавайки стил, който другите да следват. Книгите му са изгорени в Берлин през 1933 г., „като паметник на съвременния упадък“, и окачествени от родителите му като „мръсотия“. Рейнолдс твърди, че наследството е, че Хемингуей оставя разкази и романи толкова силно вълнуващи, че някои са станали част от нашето културно наследство.“
Бенсън смята, че детайлите от живота на Хемингуей са се превърнали в „главно средство за експлоатация“, което води до цяла индустрия. Той го описва като интроверт и обичащ уединението. По време на Втората световна война Селинджър се среща и си кореспондира с Хемингуей, когото той признава като влияние. В писмо до Хемингуей Селинджър твърди, че разговорите им „са му дали единствените надежди от цялата война“ и шеговито „се е наричал национален председател на фенклубовете на Хемингуей“.
Миниатюрна планета, открита през 1978 г. от съветския астроном Николай Черних, е кръстена на него (3656 Хемингуей). Влиянието му е очевидно с многото ресторанти, наречени „Хемингуей“ и разпространението на барове, наречени „Хари“ (от „Отвъд реката, сред дърветата“). Международният конкурс по имитация на Хемингуей е създаден през 1977 г., за да признае публично неговото влияние и комичните усилия на по-малко известни автори да имитират неговия стил. Участниците се насърчават да подадат „една наистина добра страница от наистина лош Хемингуей“, а победителите се откарват в Италия до бара на Хари.
През 1965 г. Мери Хемингуей създава фондация „Хемингуей“, а през 70-те дарява документите на съпруга си на библиотеката „Джон Ф. Кенеди“. През 1980 г. група учени се събират, за да оценят дарените документи, впоследствие формирайки Хемингуейското общество, „ангажирано да подкрепя и насърчава стипендията на Хемингуей“.
Почти точно 35 години след смъртта на Хемингуей, на 1 юли 1996 г. внучката му Марго Хемингуей умира в Санта Моника, Калифорния. Марго е супермодел и актриса, която участва с по-малката си сестра, Мариел във филма „Червило“ от 1976 г. По-късно смъртта ѝ е обявена за самоубийство, което я прави „петият човек в четири поколения от семейството ѝ, който се самоубива“.
В негова чест са учредени няколко награди за признание на значителни постижения в областта на изкуствата и културата. На него е кръстен кратер на Меркурий.

### Къщите на Хемингуей
Няколко къщи, свързани с писателя Ърнест Хемингуей, са включени в американския национален регистър на историческите места: къщичката на Ърнест Хемингуей на езерото Уолун, Мичиган, където прекарва летата през младежките си години – регистрирана през 1968 г.; къщата на Ърнест Хемингуей в Кий Уест, включена през 1968 г.; и къщата на Ернест и Мери Хемингуей в Кетчум, Айдахо, последното място където живее и се самоубива, през 2015 г. Домът му в Оук Парк, Илинойс, е музей и архив, посветен на Хемингуей. През 2012 г. той е въведен в Чикагската литературна зала на славата.
| Снимка                  | Описание |
| ----------------------- | --- |
|                         | Това е родната къща на Хемингуей в Оук Парк, Илинойс. Роден е тук на втория етаж на 21 юли 1899 г. и прекарва първите 6 г. от живота си в нея. Построена е от неговите баба и дядо по майчина линия през 1890 г. Тя е първата къща с електричество в района. Днес е превърната в музей и е собственост на фондация Хемингуей. Отворена е за посещения.                                                                     |
|                         | хостел в Бургете, Испания, любимото място на Хемингуей, когато отсяда тук и събира сведения за борбите с бикове., някои от героите в „И изгрява слънце“ са взети от местните жители. |
|                         | апартаменти в Париж, Хемингуей живее с първата си жена през 1922 – 1923 г. на 74 rue Cardinal Lemoine, наемат двустаен апартамент без топла вода и без тоалетни принадлежности, наема друг апартамент на 113, Notre-Dame-des-Champs. През 1926 г. живее с втората си жена Полин Пфайфър на 6 rue Férou (на снимката), където пише част от „Сбогом на оръжията“. По-късно се местят в друг апартамент на 69 rue Froidevaux. |
|                         | къщичката на Хемингуей на езерото Уолун, Мичигън. Земята е закупена през 1889 г., определяне на мястото за строеж става през 1899 г., а самата конструкция през 1900 г. за която заплащат $400. От 1900 г. до 1920 г. Ърнест Хемингуей прекарва летата в тази къща, а през 1921 г. и меденият си месец. След това посещава още само веднъж, през 1950-те, но остава собственик до смъртта си.                              |
|                         | Това е къщата на Хемингуей в Хавана, Куба, наречена Финка Вихия (Finca Vigía, в превод наблюдателна ферма). Хемингуей живее тук от 1939 to 1960 г. Купува я за $12,500. Построена е през 1886 г. Тук Хемингуей пише едни от най-известните си произведения като „Старецът и морето“ и „За кого бие камбаната“. |
|                         | Къщата на Хемингуей в Кий Уест, Флорида, той живее тук от 1931 до 1939 г. но е негово притежание до смъртта му. Днес тук живеят котки със седем и шест пръста на краката, които са наследници на котките на писателя. Тук той пише „Снеговете на Килиманджаро“ и „Зелените хълмове на Африка“. |
|                         | Къщата Хемингуей-Пфайфър в Пигот, Аркансас, това е историческа къща-музей и образователен център, където Хемингуей пише част от „Сбогом на оръжията“. По това време къщата е собственост на родителите на втората му жена, Полин Пфайфър. Построена е пре 1927 г. и влиза в Националния регистър през 1982 г. |
| Къщата в Кетчъм, Айдахо | адресът е неизвестен и се пази в тайна, построена е през 1953 г. и Хемингуей я купува 1959 г. за $50,000. Тя е на два етажа, 230 квадратни метра. На 2 юли 1961 г. Ърнест Хемингуей се застрелва във фоайето с любимата си пушка. |
|                         | апартамент в Ню Йорк, през 1959 г. Ърнест Хемингуей наема едностаен апартамент в Ню Йорк на адрес 1 East 62nd Street. По това време той вече е в тежко здравословно състояние – физически и психически. В предишни изказвания той заявява, че не би живял в Ню Йорк за нищо на света |

### Произведения
| година | заглавие на български        | заглавие на английски               | бележки                                                                                              |
| ------ | ---------------------------- | ----------------------------------- | --- |
| 1926   | Пролетни води                | The Torrents of Spring              | |
| 1926   | И изгрява слънце             | The Sun Also Rises                  | Първоначално книгата е преведена на български под едно от работните заглавия на Хемингуей – „Фиеста“ |
| 1929   | Сбогом на оръжията           | A Farewell to Arms                  | филмиран през 1932 г., 4 номинации за Оскар; 1957 г. и 1966 г. сериал                                |
| 1937   | Да имаш и да нямаш           | To Have and Have Not                | |
| 1940   | За кого бие камбаната        | For Whom the Bell Tolls             | филмиран през 1943 година, с участието на Гари Купър и Ингрид Бергман                                |
| 1950   | Отвъд реката, сред дърветата | Across the River and Into the Trees | |
| 1952   | Старецът и морето            | The Old Man and the Sea             | филмиран през 1958 и 1990 г.                                                                         |
| 1970   | Острови на течението         | Islands in the Stream               | |
| 1986   | Райската градина             | The Garden of Eden                  | |
| 1999   | Истинска при първа светлина  | True at First Light                 | |

| година | заглавие на български                     | заглавие на английски                         | бележки |
| ------ | ----------------------------------------- | --------------------------------------------- | ------- |
| 1926   | По нашето време разкази                   | In Our Time                                   |         |
| 1932   | Смърт след пладне                         | Death in the Afternoon                        |         |
| 1935   | Зелените хълмове на Африка                | Green Hills of Africa                         |         |
| 1961   | Снеговете на Килиманджаро и други разкази | The Snows of Kilimanjaro                      |         |
| 1962   | Хемингуей, бурните години                 | Hemingway, The Wild Years                     |         |
| 1964   | Безкраен празник                          | A Moveable Feast                              |         |
| 1967   | Подред: Ърнест Хемингуей                  | By-Line: Ernest Hemingway                     |         |
| 1970   | Ърнест Хемингуей: репортер                | Ernest Hemingway: Cub Reporter                |         |
| 1981   | Ърнест Хемингуей: избрани писма 1917—1961 | Ernest Hemingway Selected Letters 1917 – 1961 |         |
| 1985   | Опасното лято                             | The Dangerous Summer                          |         |
| 1985   | Време и място на събитието: Торонто       | Dateline: Toronto                             |         |
| 2000   | Хемингуей за риболова                     | Hemingway on Fishing                          |         |
| 2005   | Под Килиманджаро                          | Under Kilimanjaro                             |         |